# Heilig Hartbeeld (Kilder)
Het Heilig Hartbeeld is een standbeeld in de Nederlandse plaats Kilder, in de provincie Gelderland.

## Achtergrond
In 1886 werd, naar een ontwerp van Alfred Tepe, in Kilder de Johannes de Doperkerk gebouwd. Ter gelegenheid van het veertigjarig bestaan van de parochie werd door de parochianen een Heilig Hartbeeld aangeboden, dat werd gemaakt in het Atelier Thissen. Het beeld werd geplaatst op het plein voor de kerk en op zondag 7 november 1926 onthuld.

## Beschrijving
Het beeld is een staande Christusfiguur, gekleed in een lang gewaad en omhangen met een mantel. Hij steekt zijn beide handen ter hoogte van zijn middel naar voren. Op zijn borst is het Heilig Hart zichtbaar, omwonden door een doornenkroon en bekroond met een klein kruis.
Het beeld staat op een hoge, taps toelopende sokkel, waarop aan de voorzijde het Christusmonogram is aangebracht, vergezeld van de letters Alfa en Omega en twee teksten 

PAROCHIE
KILDER
1886 - 1926

 en 

Jesu Rex